# Абсвюрмбахит
Абсвюрмбахи́т — редкий минерал, названный в честь открывшей его Ирмгард Абс-Вюрмбах (р. в 1938), немецкого минералога. Имеет насыщенно-чёрный цвет, тетрагональную сингонию, формулу CuMn6O8(SiO4), чёрный цвет черты, плотность 4,96 г/см3, а также довольно высокую твёрдость по шкале Мооса. Непрозрачен. Спайность у абсвюрмбахита отсутствует. Основные примеси — Ti, Al, Fe, Cu, Mg, Ca. Открыт в 1991 году.